# Urmarskij rajon
L'Urmarskij rajon (in russo Урма́рский райо́н?; in lingua ciuvascia: Вăрмар районĕ) è un rajon della Repubblica Autonoma della Ciuvascia, nella Russia europea; il capoluogo è l'insediamento di tipo urbano di Urmary. Istituito il 5 settembre 1927, ricopre una superficie di 598,3 km² e conta 20 839 abitanti. Il rajon è suddiviso in 16 insediamenti rurali. Confina con il Kozlovskij rajon a nord, il Civil'skij rajon a nord-ovest, lo Jantikovskij rajon a sud e il Kanašskij rajon ad ovest. Il fiume principale del territorio è la Kubnja.